# North Cerney
North Cerney – wieś i civil parish w Anglii, w Gloucestershire, w dystrykcie Cotswold. W 2011 civil parish liczyła 582 mieszkańców. North Cerney jest wspomniana w Domesday Book (1086) jako Cernei.